# 三重県道525号阿漕停車場線
三重県道525号阿漕停車場線（みえけんどう525ごう あこぎていしゃじょうせん）は三重県津市を通る一般県道である。

## 概要
JR東海紀勢本線 阿漕駅前から津市大倉に至る。
起点である阿漕駅の名は阿漕浦に由来する。これは「アコギ」（飽くことなく欲張る様）という言葉の語源となった地名である。

### 路線データ
- 起点：三重県津市大倉（2002-2地内[2]：JR東海紀勢本線 阿漕駅前）
- 終点：三重県津市大倉（2001-3番地内[3]：三重県道776号久居停車場津線交点）
- 総延長：69 m

## 歴史
- 1959年（昭和34年）1月25日 - 三重県道525号阿漕停車場線として路線認定を受ける。当時は阿漕停車場を起点、二級国道大阪津線交点を終点としていた[1]。
- 2007年（平成19年）3月30日 - 路線認定の改正が行われ、終点が一般国道百六十五号に改められた[3]。

## 地理

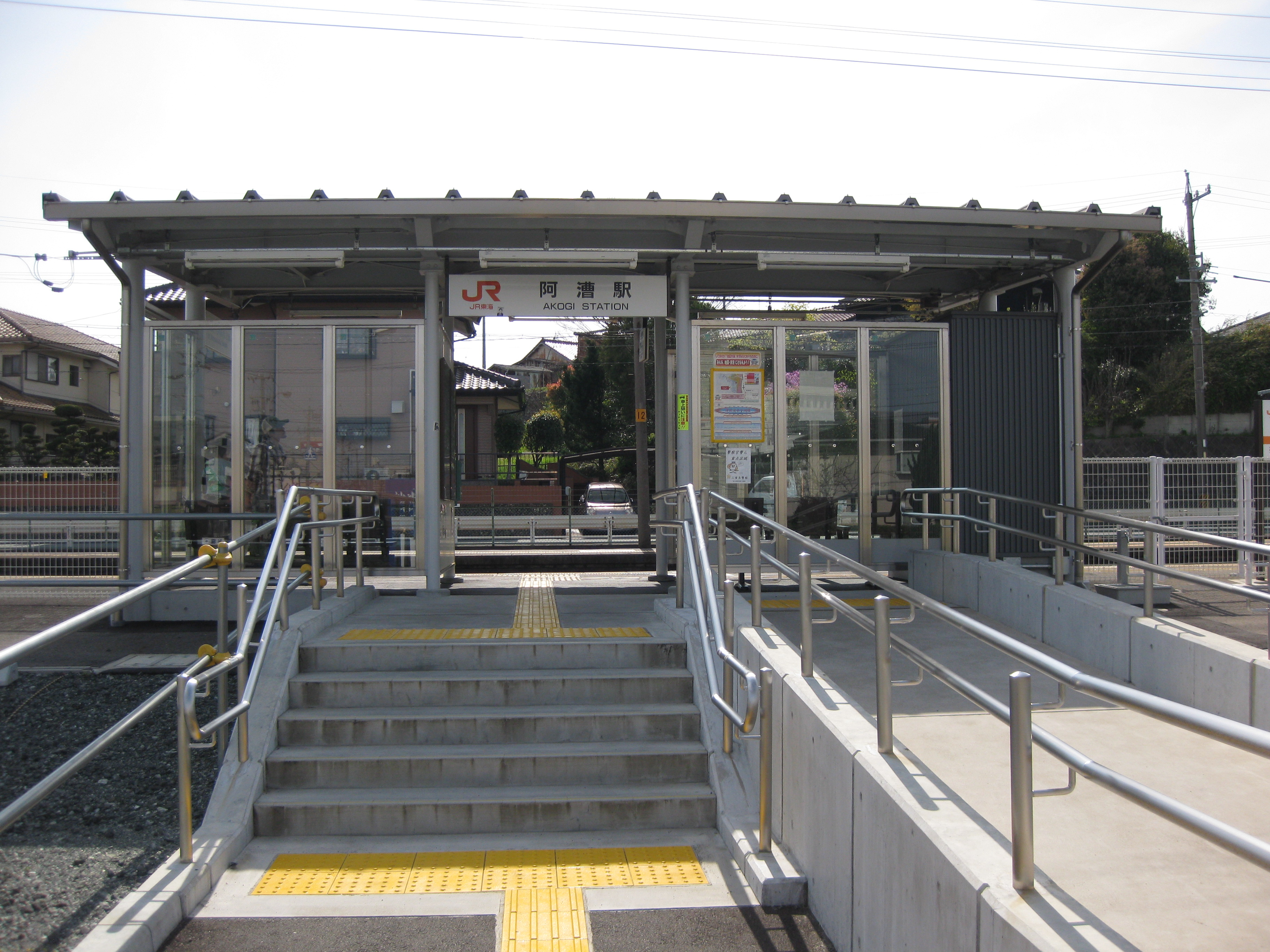
起点のJR東海紀勢本線 阿漕駅

### 通過する自治体
- 三重県
  - 津市

### 交差する道路
| 交差する道路                | 交差する場所 | 交差する場所 |
| --------------------------- | ------------ | ------------ |
| 三重県道776号久居停車場津線 | 大倉         | 終点         |

### 沿線
- JR東海紀勢本線 阿漕駅